# خالد سرواش
خالد سرواش (انگلیسی: Khaled Serwash؛ زادهٔ ۲۱ مهٔ ۱۹۹۱) بازیکن فوتبال اهل امارات متحده عربی است.